# Глизе 229
Глизе 229 (Gl 229 или GJ 229, лат. Gliese 229) — двойная звезда, которая находится в созвездии Зайца на расстоянии около 19 световых лет от нас. Главная звезда Глизе 229 A, компаньон — двойной коричневый карлик Глизе 229 B.

## Глизе 229 A
Глизе 229 A представляет собой холодный красный карлик и принадлежит к категории так называемых вспыхивающих звёзд. Её масса намного меньше солнечной: около 56 %, а её диаметр равен 53 % солнечного. Возраст оценивается приблизительно в 3 млрд лет.

## Глизе 229 B
В октябре 1994 года астрономы открыли в системе Глизе 229 коричневый карлик. Чуть позже он был подтверждён визуально с помощью орбитального телескопа Хаббл. По массе он превосходит Юпитер в 21—52.4 раза, температура поверхности оценивается в 700—900 °C. Атмосфера объекта богата метаном. Выяснилось, что Глизе 229 B обращается на расстоянии около 39 а.е. от родительской звезды — почти на таком же среднем расстоянии обращается карликовая планета Плутон вокруг Солнца.
Интерферометр GRAVITY Очень Большого Телескопа (VLT), расположенного в пустыне Атакама (Чили) позволил выяснить, что коричневый карлик представляет собой 2 тесно связанных коричневых карлика массой 38 и 34 масс Юпитера и большой полуосью 0,042 а.е., которые вращаются вокруг друг друга за 12,1 дня. Gliese 229 Ba и Gliese 229 Bb меньше по радиусу, чем Юпитер. Криогенный инфракрасный спектрограф высокого разрешения (CRIRES+) определил красное смещение у одного коричневого карлика как «сжатие» длин волн света, указывающее на то, что объект удаляется от наблюдателя на Земле, и синее смещение у второго коричневого карлика — как растяжение длины волны света, указывающее на движение к наблюдателю на Земле.

## Глизе 229 c
В марте 2014 года было анонсировано открытие планеты с массой больше массы Нептуна на гораздо более близкой орбите. Из-за близости к Солнцу орбита Глизе 229 с могла бы быть охарактеризована с помощью телескопа Gaia или через прямой снимок области неба, где расположен этот объект.

## Ближайшее окружение звезды
Следующие звёздные системы находятся на расстоянии в пределах 10 световых лет от Глизе 229:
| Звезда          | Спектральный класс        | Расстояние, св. лет |
| BD-03 1123      | M1,5 V                    | 6,7                 |
| G 99-44         | DZ9 VII                   | 6,8                 |
| Росс 614 AB     | M4,5 Ve / M8 V            | 7.6                 |
| LP 656-38       | M3,5 V                    | 7,2                 |
| LTT 17897       | M4 V                      | 7,9                 |
| L 674-15        | M3,5 V                    | 9,2                 |
| Звезда Каптейна | M1 VI                     | 9,3                 |
| ο² Эридана ABC  | K1 Ve / DA4 VII / M4,5 Ve | 9,8                 |